# جام شهدا ۱۳۹۸
جام شهدا ۱۳۹۸ چهارمین دوره مسابقات جام شهدا بود. این مسابقات هر دو سال یکبار برگزار می‌شود. این دوره از مسابقات در تهران در ورزشگاه شهدای شهرقدس برگزار شد و در تاریخ ۲ مرداد آغاز و در تاریخ ۴ مرداد به پایان رسید.

## پخش زنده
این مسابقات از شبکه سه و شبکه ورزش پخش شد.

## تیم‌های شرکت‌کننده
| کشور  | تیم            | مکان  | کنفدراسیون | لیگ                | حضور در تورنمنت | حضور قبلی | بهترین عملکرد قبلی |
| ----- | -------------- | ----- | ---------- | ------------------ | --------------- | --------- | ------------------ |
| ایران | سایپا (میزبان) | تهران | ای‌اف‌سی     | لیگ برتر خلیج فارس | ۳مین بار        | ۱۳۹۶      | نایب‌قهرمان (۱۳۹۶)  |
| ایران | پرسپولیس       | تهران | ای‌اف‌سی     | لیگ برتر خلیج فارس | ۲مین بار        | ۱۳۹۴      | نایب‌قهرمان (۱۳۹۴)  |
| ایران | شاهین          | بوشهر | ای‌اف‌سی     | لیگ برتر خلیج فارس | ۱مین بار        | —         | آغاز کار           |
| ایران | نیروی زمینی    | تهران | ای‌اف‌سی     | لیگ آزادگان        | ۱مین بار        | –         | آغاز کار           |

## ورزشگاه
مسابقات جام شهدا تورنمنتی دوستانه برای زنده نگه داشتن یاد شهدای دفاع مقدس است به همین دلیل تمامی دیدارها در ورزشگاه شهر قدس برگزار خواهد شد.
| شهرقدس                       | شهرقدس | شهرقدس |
| ---------------------------- | ------ | ------ |
| ورزشگاه شهدای شهرقدس         |        |        |
| ظرفیت: ۲۵٬۰۰۰                |        |        |
| تهرانجام شهدا ۱۳۹۸ (ایران) · |        |        |

## مرحلهٔ حذفی

### نمودار
|  | نیمه‌نهایی        | نیمه‌نهایی        |   |                  | فینال            | فینال |  |
|  |                  |                  |   |                  |                  |       |  |
|  | ۲ مرداد – شهرقدس |                  |   |                  |                  |       |  |
|  | شاهین            | ۲                |   |                  |                  |       |  |
|  | نیروی زمینی      | ۱                |   |                  |                  |       |  |
|  |                  |                  |   |                  |                  |       |  |
|  |                  |                  |   |                  | ۴ مرداد – شهرقدس |       |  |
|  |                  |                  |   |                  | شاهین            | ۱     |  |
|  |                  | سایپا            | ۳ |                  |                  |       |  |
|  |                  |                  |   |                  |                  |       |  |
|  |                  |                  |   |                  |                  |       |  |
|  |                  |                  |   |                  | رده‌بندی          |       |  |
|  | ۲ مرداد – شهرقدس | ۲ مرداد – شهرقدس |   | ۴ مرداد – شهرقدس | ۴ مرداد – شهرقدس |       |  |
|  | سایپا            | ۲                |   | نیروی زمینی      | ۰                |       |  |
|  | پرسپولیس         | ۰                |   |                  | پرسپولیس         | ۴     |  |

کمیته مسابقات سازمان لیگ برنامه کامل جام شهدا را به شرح زیر اعلام کرد:

### نیمه‌نهایی
| شاهین                  | ۲–۱   | نیروی زمینی |
| ---------------------- | ----- | ----------- |
| بارانی ۵۶' · دهقان ۶۵' | گزارش | رستمی ۸۰'   |

| سایپا                                 | ۲–۰   | پرسپولیس |
| ------------------------------------- | ----- | -------- |
| سلیمانی ۱۳' · نوراللهی ۶۷' (گل‌به‌خودی) | گزارش |          |

### رده‌بندی
| نیروی زمینی | ۰–۴   | پرسپولیس                                            |
| ----------- | ----- | --------------------------------------------------- |
|             | گزارش | احمدزاده ۲۴' · علیپور ۵۳' · ترابی ۵۸' · روستایی ۸۵' |

### فینال
| شاهین      | ۱–۳   | سایپا                                          |
| ---------- | ----- | ---------------------------------------------- |
| مولایی ۱۹' | گزارش | سلیمانی ۷' · شریفی ۶۱' (پنالتی) · حسین‌زاده ۶۹' |

## رده‌بندی نهایی
| رتبه | تیم         | بازی | ب | م | ب | گ‌ز | گ‌خ | ت‌گ | امتیاز |
| ---- | ----------- | ---- | - | - | - | -- | -- | -- | ------ |
| ۱    | سایپا       | ۲    | ۲ | ۰ | ۰ | ۵  | ۱  | ۴+ | ۶      |
| ۲    | شاهین       | ۲    | ۱ | ۰ | ۱ | ۳  | ۴  | ۱– | ۳      |
| ۳    | پرسپولیس    | ۲    | ۱ | ۰ | ۱ | ۴  | ۲  | ۲+ | ۳      |
| ۴    | نیروی زمینی | ۲    | ۰ | ۰ | ۲ | ۱  | ۶  | ۵– | ۰      |

### قهرمان
| قهرمان جام شهدا ۱۳۹۸ |
| -------------------- |
| ایران                |
| سایپا نخستین قهرمانی |

## آمار

### گلزنان
۲ گل
- محمدرضا سلیمانی

۱ گل
- عارف رستمی
- علی دهقان
- محمدصادق بارانی
- فرشاد احمدزاده
- علی علیپور
- مهدی ترابی
- امیر روستایی
- محمد شریفی
- شهرام مولایی
- امیرحسین حسین‌زاده

۱ گل به خودی
- احمد نوراللهی (مقابل سایپا)